# Linevo Cove

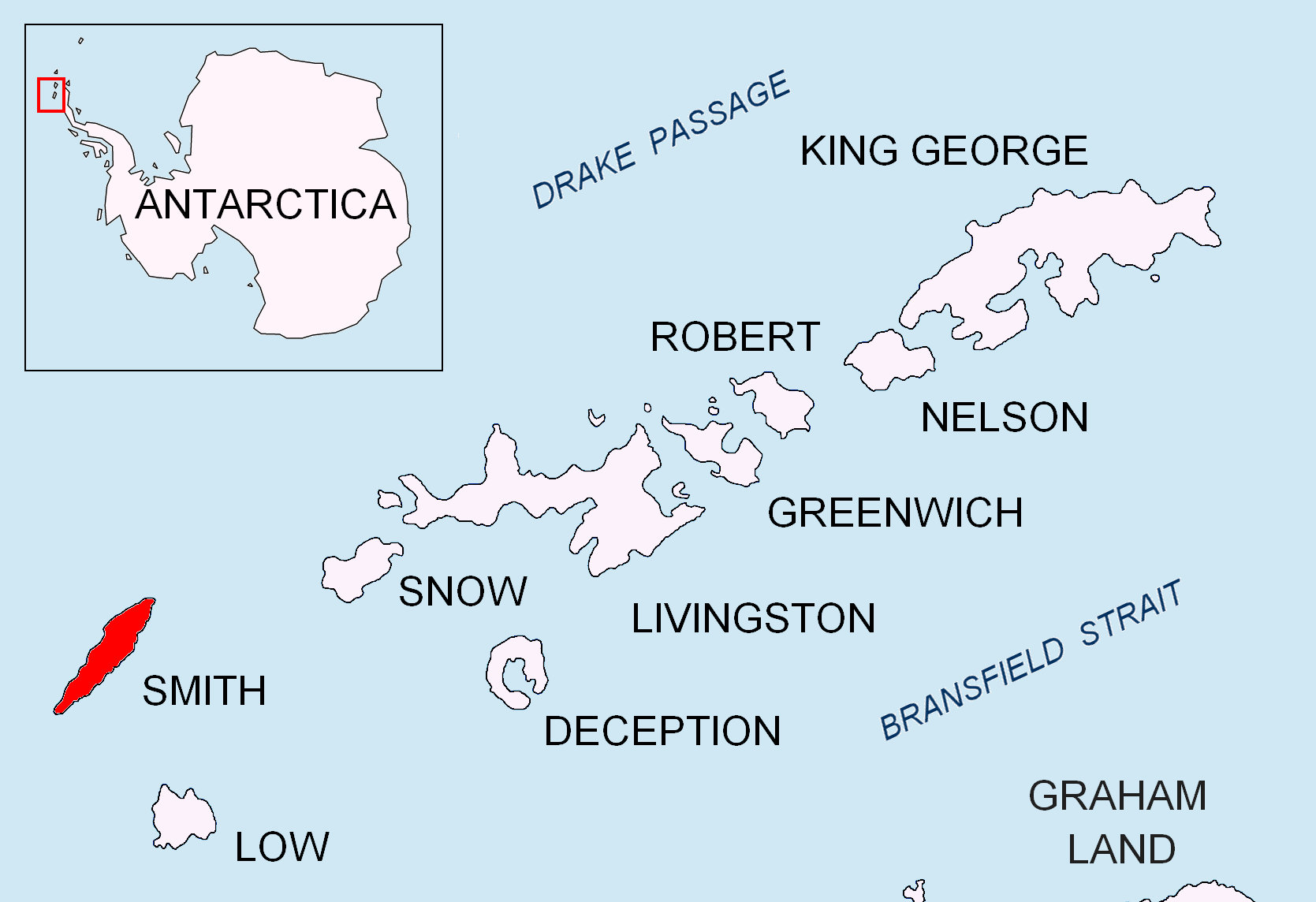
Localizzazione dell'Isola Smith, nelle Isole Shetland Meridionali.

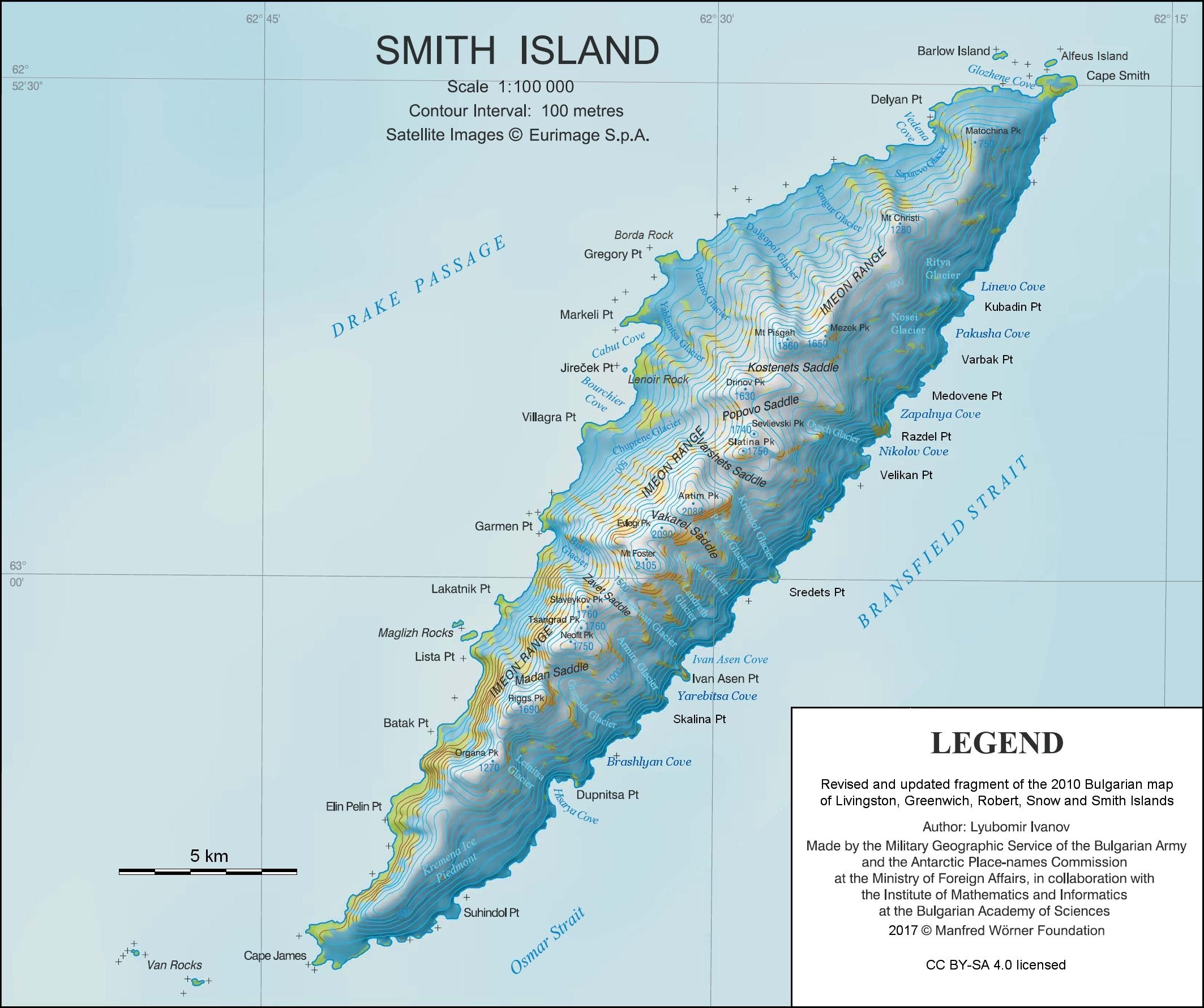
Mappa topografica dell'Isola Smith. Linevo Cove si trova nella parte superiore dell'immagine, sulla costa nordorientale dell'isola, delimitata a sud dalla Kubadin Point.

Linevo Cove (in lingua bulgara: залив Линево, Zaliv Linevo) è una baia o insenatura, ampia 900 m, situata nella costa sudorientale dell'Isola Smith, nelle Isole Shetland Meridionali, in Antartide.

## Caratteristiche
L'insenatura si apre sullo Stretto Boyd e indenta per 560 m la costa sudorientale dell'Isola Smith; l'entrata di sudovest è delimitata dalla Kubadin Point. Nella baia va a gettarsi in mare il Ghiacciaio Ritya.

## Localizzazione
Linevo Cove è localizzata alle coordinate ; è situata 6,6 km a sudovest di Capo Smith.
Mappatura bulgara nel 2009 e nel 2010.

## Denominazione
La denominazione è stata assegnata dalla Commissione bulgara per i toponimi antartici in riferimento al villaggio di Dolno Linevo, nella parte nordoccidentale della Bulgaria.

## Mappe
- Chart of South Shetland including Coronation Island, &c., su collections.rmg.co.uk. from the exploration of the sloop Dove in the years 1821 and 1822 by George Powell Commander of the same. Scale ca. 1:200000. London: Laurie, 1822.
- L.L. Ivanov. Antarctica: Livingston Island and Greenwich, Robert, Snow and Smith Islands. Scale 1:120000 topographic map. Troyan: Manfred Wörner Foundation, 2010. ISBN 978-954-92032-9-5 (First edition 2009. ISBN 978-954-92032-6-4)
- South Shetland Islands: Smith and Low Islands., su data.aad.gov.au. Scale 1:150000 topographic map No. 13677. British Antarctic Survey, 2009.
- Antarctic Digital Database (ADD)., su add.scar.org. Scale 1:250000 topographic map of Antarctica. Scientific Committee on Antarctic Research (SCAR). Since 1993, regularly upgraded and updated.
- L.L. Ivanov. Antarctica: Livingston Island and Smith Island. Scale 1:100000 topographic map. Manfred Wörner Foundation, 2017. ISBN 978-619-90008-3-0